# Ejercicio aeróbico
El ejercicio cardiovascular, comúnmente conocido como ejercicio aeróbico, es un ejercicio físico que necesita implícitamente de la respiración aeróbica para poder realizarse. Los ejercicios aeróbicos incluyen cualquier tipo de ejercicio que se practique a niveles moderados de intensidad durante períodos de tiempos extensos, lo que hace mantener una frecuencia cardíaca más elevada. En ciertos tipos de ejercicios, se usa el oxígeno para oxidar grasas y carbohidratos («aeróbico» significa, literalmente, ‘con oxígeno’, y hace referencia al uso de oxígeno en los procesos de generación de energía de los músculos).
El ejercicio aeróbico más común es la caminata, junto a otros como trotar, bailar, esquiar, pedalear, etc. Su práctica habitual otorga al cuerpo mayor resistencia y ayuda a combatir la obesidad. Para obtener la energía necesaria para realizar estas actividades, es preciso «quemar» carbohidratos y grasas, y, para ello, se necesita oxígeno.
Lo opuesto al ejercicio aeróbico es el ejercicio anaeróbico, el cual consiste en un esfuerzo de corta duración en que el glucógeno o la glucosa son consumidas sin oxígeno («anaeróbico» significa literalmente ‘sin oxígeno’). El ejercicio aeróbico es el más adecuado para los niños, ya que sus músculos aún no están desarrollados al 100%.

## Proceso glúcido químico en el ejercicio aeróbico
Durante la realización del ejercicio aeróbico el organismo utiliza una gran cantidad de oxígeno como combustible, produciendo adenosín trifosfato (ATP), el cual es el principal elemento transportador de energía para todas las células.
Inicialmente, durante el ejercicio aeróbico, el glucógeno se rompe para producir glucosa sin embargo, cuando este escasea, la grasa empieza a descomponerse. Este último es un proceso lento, y está acompañado de una disminución en el rendimiento. El cambio de suministro de energía para acabar dependiendo de la grasa causa lo que los corredores de maratón suelen llamar «romper el muro» («hitting the wall»).
Paradójicamente, el método más eficiente para perder grasa (según algunos científicos) consiste en realizar ejercicios prolongados cuando hay hambre y sensación de debilidad.
En un estudio presentado en la revista International Journal of Sports Medicine, se evaluó la cantidad de grasa que se quemaba a distintas velocidades al correr:
- 5,4 m/s (19,4 km/h)
- 5,8 m/s (20,9 km/h)
- 6,2 m/s (22,3 km/h)
- 6,6 m/s (23,8 km/h)

La velocidad a la que se quemó más grasa fue de 5,8 m/s (20,9 km/h).

## Beneficios del ejercicio aeróbico
La OMS recomienda para los adultos la práctica de al menos 150 minutos semanales de ejercicio aeróbico moderado (como puede ser por ejemplo pasear a pie o en bicicleta, tareas domésticas, trabajo no sedentario...), o bien 75 minutos de ejercicio aeróbico vigoroso, o bien una combinación equivalente de ambos.
Entre sus beneficios se pueden señalar los siguientes:
- Reduce la grasa subcutánea localizada entre los músculos, dado que la utiliza como combustible o fuente principal de energía. Una persona que quiere definir su cuerpo, debe practicarlo obligatoriamente (junto a una dieta correcta por supuesto, de lo contrario no funcionaria), para que los músculos parezcan magros y sanos, y no voluminosos.

- Disminuye a mediano plazo, la presión sanguínea en los hipertensos hasta en 7 mmHg la sistólica (o alta) y 4 mmHg la diastólica (o baja), disminuyendo la necesidad de medicamentos.

- Baja los niveles de colesterol total en la sangre, así como los de colesterol LDL o «colesterol malo» y de los triglicéridos y aumenta el colesterol HDL o «colesterol bueno», reduciendo el riesgo de un ataque cardíaco.

- Mejora la capacidad intelectual. Se puede asegurar que solo el ejercicio aeróbico sostenido mejoró la neurogénesis del hipocampo en animales adultos. De esta manera, es posible aumentar la reserva de las neuronas del hipocampo y mejorar así las condiciones previas para el aprendizaje mediante la promoción de la neurogénesis mediante el ejercicio aeróbico sostenido.

- Mejora la capacidad pulmonar, la circulación en general y el aprovechamiento del oxígeno, no solo por los músculos (incluyendo el músculo cardíaco), sino también por los órganos internos y la piel, lo cual se refleja en una mayor capacidad para realizar esfuerzos y mejoría en las funciones digestivas, renales, inmunológicas, endocrinas, el estado de ánimo, el sueño y las funciones mentales superiores.

- Reafirma los tejidos y la piel recupera parte de la lozanía perdida, contribuyendo no solo a estar y sentirse más joven sino también parecerlo.

- Reduce la mortalidad cardiovascular.

- Aumenta la reabsorción de calcio por los huesos, fortaleciéndolos y disminuyendo el riesgo de fracturas.

- Disminuye los niveles circulantes de Cortisol (la hormona del estrés) y aumenta los niveles de endorfinas y otras sustancias cerebrales, contribuyendo a bajar la tensión emocional y mejorar el estado anímico, lo cual se refleja en una gran sensación de bienestar físico, emocional y social. También fomenta la neurogénesis (generación de neuronas).

Los ejercicios aeróbicos más comunes son caminar, trotar, nadar, bailar, esquiar, pedalear.
Hay que tener en cuenta que los cambios que el ejercicio aeróbico produce en nuestro metabolismo, no se limitan al tiempo de ejercicio sino que perduran por varias horas más. Podemos describir este fenómeno así: después de varios años de poco trabajo físico y de utilizar las calorías provenientes de los carbohidratos y de los azúcares como combustible, cambian las condiciones a un menor aporte
de calorías y a una mayor carga de trabajo, lo cual obliga a activar un «generador» extra que utiliza como combustible a las grasas, las cuales le brindan muchas más calorías por gramo (9 contra 4 de los carbohidratos). Al terminar el ejercicio, parece que el organismo dejará más tiempo encendido ese otro generador, contribuyendo a una mayor reducción de la grasa corporal.
Algo que es muy importante durante el momento que se está haciendo ejercicio es hidratarse para no descompensarse.
La actividad física es imprescindible para la salud, ya que ayuda a sentirse bien psicológicamente (por la secreción de endorfinas) y a estar en mejor «forma» física.
Entre los beneficios de la actividad física destacan la mejora de la circulación sanguínea y la capacidad cardiopulmonar, el mantenimiento de una composición corporal adecuada y la disminución de la grasa.

### Los ejercicios aeróbicos y el corazón
La actividad cardiovascular (o aeróbica) mejora la circulación coronaria, favoreciendo la distribución de los capilares en el músculo cardíaco y la habilidad del corazón para desarrollar nuevos ramales de arterias sanas, que permitan llevar la sangre a lugares donde antes llegaba en forma deficiente. También se produce un aumento de volumen de la cavidad ventricular, lo que supone una disminución de la frecuencia cardíaca en reposo y el consiguiente ahorro de gasto cardíaco.

## Medición del nivel aeróbico
La intensidad del ejercicio aeróbico se puede medir con relación al volumen de oxígeno máximo consumido por el cuerpo, pero, para fines prácticos, la intensidad se calcula con la frecuencia de las pulsaciones cardíacas por minuto.
El NPM (número de pulsaciones por minuto) máximo que puede alcanzar un corazón sano con seguridad, se calcula mediante una constante de 220 (para hombres) y 226 (para mujeres) a la cual se le resta la edad, es decir:
NPM para hombres = 220 (constante para hombres) – edad
NPM para mujeres = 226 (constante para mujeres) – edad
Así, por ejemplo, en un hombre de 50 años la FCM (frecuencia cardíaca máxima) o el «NPM (número de pulsaciones por minuto) máximo» sería:
220 – 50 = 170 pulsaciones por minuto.
El umbral aeróbico se sitúa entre un 70 % y un 80 % de la FCM (frecuencia cardíaca máxima).
Entonces, por ejemplo, en un hombre de 50 años el umbral aeróbico estaría entre estos valores:
70 % de 170 ppm = 119 ppm
80 % de 170 ppm = 136 ppm.

### Modo de tomar el pulso en la arteria radial
La forma más sencilla de medir las pulsaciones por minuto es palpando el pulso de la arteria radial en la muñeca, cerca del borde externo y de la base del dedo pulgar, donde se encuentra una especie de canal entre el hueso y el tendón del pulgar.

## Para ejercitarse correctamente
- Conserve un nivel de hidratación adecuado, en función de la intensidad del ejercicio y la temperatura ambiente. Debe saberse que la tasa de absorción del intestino es de unos 200 ml (vaso de agua) cada cuarto de hora. Beber demasiada agua en un período corto de tiempo puede generar molestias intestinales. El exceso de agua hace disminuir los niveles de sodio en sangre y puede llevar a un edema cerebral mortal.
- Para alcanzar buenos resultados, la duración de la rutina debe ser de más de media hora.
- Realice un calentamiento de intensidad moderada de alrededor de 20 minutos para evitar lesiones musculares.
- Realice estiramientos previos de corta duración para evitar lesiones musculares.
- Lleve ropa holgada (preferentemente de algodón) y utilice calzado cómodo que permita una buena amortiguación.
- No utilice ropa calurosa para sudar tal como fajas y bolsas de plástico en el cuerpo pues lo único que hará es deshidratarse sin llegar a quemar grasa.
- Después del ejercicio elongue (estire) los músculos. Esto evitará lesiones y dolores posejercicio.